# مارتن لارسن
مارتن لارسن (بالدنماركية: Martin Larsen)‏ هو لاعب كرة يد دنماركي، ولد في 19 سبتمبر 1992 في آلبورغ في الدنمارك. لعب مع نادي آلبورغ لكرة اليد.